# Nuit d'été
Nuit d'été (titre original : Summer Of Night) est un roman écrit par Dan Simmons en 1991 et ayant obtenu le prix Locus du meilleur roman d'horreur 1992.

## Résumé
L'histoire fait revivre Elm Haven, ville du Midwest américain dans les années 1960. Une bande de gamins se retrouve mêlée à une histoire de morts-vivants et de monstres hideux et finit, après plusieurs morts horribles, par identifier la source de ce Mal incommensurable qui s'est abattu sur leur ville : Old Central, leur école.
Il y a fort à parier que c'est l'enfance de l'auteur, né à Peoria (tout près de l'action du roman), qui a servi de base initiale. Ce qui est confirmé par la fin du livre.
Les références culturelles, littéraires sont nombreuses.

## Commentaires
Nuit d'Été est la première partie de ce que Dan Simmons a appelé le triptyque Elm Haven. C'est dans ce roman qu'apparaissent pour la première fois les personnages qui seront les témoins, quelque trente ou quarante ans plus tard, des évènements surnaturels racontés dans Les Fils des ténèbres et Les Chiens de l'hiver.

## Éditions
- Summer Of Night, G. P. Putnam's Sons, 13 février 1991, 555 p.  (ISBN 0-399-13573-1)
- Nuit d'été, Albin Michel, 30 septembre 1993, trad. Évelyne Gauthier, 608 p.  (ISBN 2-226-06500-8)
- Nuit d'été, Le Livre de poche no 13862, 1er novembre 1995, trad. Évelyne Gauthier, 597 p.  (ISBN 2-253-13862-2)
- Nuit d'été, Pocket, coll. « Science-fiction » no 7270, 17 octobre 2019, trad. Évelyne Gauthier, 768 p.  (ISBN 978-2-266-29263-4)